# Sven Valenti
Sven Valenti (* 20. Juli 1975 in Freiburg im Breisgau) ist ein ehemaliger deutscher Eishockeyspieler und derzeitiger -trainer. Seine Schwester Maren Valenti ist eine ehemalige Eishockeynationalspielerin.

## Karriere
Valenti begann seine Karriere beim Mannheimer ERC, für deren DEL-Team, die Adler Mannheim, er auch nach Gründung der neuen höchsten deutschen Profispielklasse 1994 auf dem Eis stand. Er wurde als Stürmer eingesetzt. Neben seinem Engagement in Mannheim wurde Valenti auch immer wieder beim zweitklassigen Heilbronner EC, dem Kooperationspartner der Adler, eingesetzt. Während er sich in der DEL bei den Adlern nie richtig durchsetzen konnte, gehörte er beim Heilbronner EC zu den teamintern besten Scorern. Seine beste Saison war dabei die Spielzeit 1996/97, als er in insgesamt 62 Partien 86 Scorerpunkte erzielen konnte.
Zur Saison 1998/99 wechselte der Rechtsschütze zu den Nürnberg Ice Tigers, die er nach einem Jahr in Richtung EC Bad Tölz verließ. Nach zwei Jahren bei den Bayern in der 2. Bundesliga wechselte Valenti schließlich zurück in die DEL zu den Kassel Huskies, mit denen er 2006 in die 2. Liga abstieg. Valenti blieb anschließend ein weiteres Jahr bei den Huskies, ehe er sich im Sommer 2007 den Moskitos Essen anschloss. Dort erzielte er 23 Punkte in 55 Spielen. Nachdem die Moskitos im Jahr 2008 Insolvenz anmelden mussten und von der Liga ausgeschlossen wurden, wechselte er zu den Lausitzer Füchsen.
2011 wechselte er erneut zu den Kassel Huskies. Er wird dort seitdem als Verteidiger eingesetzt. Nach drei Saisons in der Oberliga stieg er 2014 mit Kassel in die DEL2 auf. Sein Vertrag wurde 2014 verlängert. Im April 2016 beendete er seine Laufbahn nach dem Gewinn der DEL2-Meisterschaft.

### International
Für die Deutsche U20-Nationalmannschaft absolvierte Sven Valenti bei den Weltmeisterschaften 1994 und 1995 13 Spiele und erzielte dabei insgesamt vier Tore und zwei Assists.

## Karrierestatistik
(Legende zur Spielerstatistik: Sp oder GP = absolvierte Spiele; T oder G = erzielte Tore; V oder A = erzielte Assists; Pkt oder Pts = erzielte Scorerpunkte; SM oder PIM = erhaltene Strafminuten; +/− = Plus/Minus-Bilanz; PP = erzielte Überzahltore; SH = erzielte Unterzahltore; GW = erzielte Siegtore; 1 Play-downs/Relegation; Kursiv: Statistik nicht vollständig)